# Sianowo
Sianowo (deutsch Schwanau; kaschubisch Swiónowò) ist ein Dorf im Powiat Kartuski der Woiwodschaft Pommern in Polen. Es liegt in der Kaschubischen Schweiz am See (Jezioro Sianowskie). Die Mengen von Pilgern besuchen das Sanktuarium der Gottesmutter – Königin von Kaschuben in Sianowo.